# Sant Joan (Baleares)
Sant Joan (em catalão e oficialmente; em castelhano: San Juan), antes também conhecido como Sant Joan de Sineu, é um município da Espanha na ilha de Maiorca, província e comunidade autónoma das Ilhas Baleares. Tem 38,5 km² de área e em 2021 tinha 2 185 habitantes (densidade: 56,8 hab./km²).

## Demografia
| Variação demográfica do município entre 1991 e 2004 [carece de fontes?] | Variação demográfica do município entre 1991 e 2004 [carece de fontes?] | Variação demográfica do município entre 1991 e 2004 [carece de fontes?] | Variação demográfica do município entre 1991 e 2004 [carece de fontes?] |
| ----------------------------------------------------------------------- | ----------------------------------------------------------------------- | ----------------------------------------------------------------------- | ----------------------------------------------------------------------- |
| 1991                                                                    | 1996                                                                    | 2001                                                                    | 2004                                                                    |
| 1667                                                                    | 1655                                                                    | 1634                                                                    | 1821                                                                    |